# ماسکار (توپولا)
ماسکار (به صربی: Maskar) یک منطقهٔ مسکونی در صربستان است که در ناحیه شومادئیا واقع شده‌است. ماسکار ۲۰۶ نفر جمعیت دارد.